# Toma Slavul
Toma Slavul (n. sec.VIII - d. 823), a fost un general bizantin în timpul lui Leon V Armeanul. În 821, la ascensiunea lui Mihail II Amorianul, rivalul său, Toma s-a declarat împărat și a fost încoronat la Antiohia de către patriarhul Antiohiei, Job. Toma s-a declarat un protector a mai multor popoare slabe din punct de vedere militar (armeni, vandali, alani, geți (vlahi) etc.), care îi alcătuiau armata. Referirea la geți (vlahi) este una dintre cele mai vechi din istoria bizantină
În partea estică a imperiului, el s-ar fi declarat fostul împărat orb Constantin VI. Aliat cu arabii, Toma a trecut din Anatolia în Tracia, unde a început asediul Constantinopolelui. Din cauza zidurilor rezistente ale Constantinopolelui, Toma a fost nevoit să se retrargă la Adrianopol. În acest timp, Mihail Amorianul se aliase cu hanul Omurtag al bulgarilor, care l-a încercuit și l-a ucis pe Toma Slavul la Adrianopol, în 823. Revolta a mai ținut doi ani, până în 825, când a fost înfrântă definitiv.